# Stöde gravkapell
Stöde gravkapell är ett gravkapell som tillhör Stöde församling i Härnösands stift. Gravkapellet var ursprungligen ett bårhus som uppfördes i början av 1890-talet. I början av 1930-talet planerade man för en omvandling av bårhuset till ett gravkapell. 1935 ritade Sundsvalls dåvarande stadsarkitekt Natanael Källander ett förslag på ombyggnad, vilket sedan godkändes och genomfördes. Kapellet ligger cirka 30 meter sydväst om Stöde kyrka.